# Zephyranthes cearensis
Zephyranthes cearensis är en amaryllisväxtart som först beskrevs av Herb., och fick sitt nu gällande namn av John Gilbert Baker. Zephyranthes cearensis ingår i släktet Zephyranthes och familjen amaryllisväxter. Inga underarter finns listade i Catalogue of Life.